# Jamie Jones
Jamie Jones (né James Wyn Jones le 28 octobre 1980) est un DJ et producteur britannique de house. Outre sa carrière solo, il forme — avec Lee Foss, Ali Love et Luca C — le groupe Hot Natured.

## Biographie
Jamie Jones grandit au pays de Galles puis déménage à Londres en 1996. Il est membre du groupe de musique électronique Hot Natured et à la tête du label Hot Creations, ainsi que de ses sous-labels Emerald City et Hottrax. Jones est élu meilleur DJ de 2011 par le webzine Resident Advisor. En 2012, il connait le succès avec le single Benediction de Hot Natured, qui atteint la 31 du UK Singles Chart. Jones a organisé sa propre fête Paradise à la discothèque DC10 d'Ibiza pendant 8 saisons depuis 2012,. En 2022, la soirée Paradise déménage à Amnesia. Début 2016, Jones lance The House of Hot, une boutique en ligne de vêtements, de vinyles et d'œuvres d'art.
Le 3 septembre 2021, Jones lance une émission syndiquée à l'échelle internationale, Hot Robot Radio. Jones se produit au 22e festival de musique et d'arts de la vallée de Coachella en avril 2023. 

## Discographie

### Remixes
- 2015 : POPOF Feat. Arno Joey - Words Gone (Jamie Jones Remix)
- 2015 : Raumakustik - Raider (Jamie Jones Remix)
- 2017 : Henrik Schwarz - Take Words in Return (Jamie Jones Remix)